# Hattula
Hattula is een gemeente in de Finse provincie Zuid-Finland en in de Finse regio Kanta-Häme. De gemeente heeft een landoppervlakte van 357,79 km² en telt 9.359 inwoners (2022).